# Cuțitul în apă

Un alt poster românesc al filmului

Cuțitul în apă  (titlul original: Nóz w wodzie) este un film dramatic polonez, realizat în 1962 de regizorul  Roman Polanski, având protagoniști actorii Leon Niemczyk, Jolanta Umecka și Zygmunt Malanowicz. Polanski a pregătit și dezvoltat subiectul filmului Cuțitul în apă încă în cadrul proiectului de diplomă la absolvirea «Institutului de Stat pentru Film, Televiziune și Teatru Lodz» în 1959, împreună cu Jakub Goldberg și Jerzy Skolimowski.  Filmul prezintă o dramă cu elemente de thriller psihologic al unui cuplu care vrea să facă o excursie de o zi cu iahtul lor pe lacurile Mazuriene, dar care la apariția unui tânăr autostopist care se amestecă în viața lor, se dezlănțuie o cavalcadă de conflicte care periclitează relația lor.
Cuțitul în apă este primul film al lui Polanski și este considerat punctul de început al unei cariere internaționale plină de succes.

## Distribuție
- Leon Niemczyk - Andrzej
- Jolanta Umecka - Krystyna
- Zygmunt Malanowicz - tânărul

## Primire
În sondajul din 2015 realizat de Muzeul Polonez al Cinematografiei din Łódź, Cuțitul în apă a fost considerat al patrulea cel mai bun film polonez din toate timpurile.

### Premii și nominalizări
- 1962 Câștigătorul Premiului FIPRESCI la Festivalul de film de la Veneția
- 1964 Nominalizare la Premiul Oscar la categoria cel mai bun film străin
- 1964 Nominalizare la BAFTA pentru Cel mai bun film

## Vezi și
- Listă de filme străine până în 1989

## Legături externe
- Cuțitul în apă la Internet Movie Database
- Cuțitul în apă la CineMagia